# Děkanství boskovické
Děkanství boskovické je územní část brněnské diecéze s centrem v Boskovicích. Zahrnuje 20 římskokatolických farností. Děkanství je starobylé a nově bylo vymezeno při reformě členění brněnské diecéze k 1. červenci 1999.
Funkci děkana vykonává od 1. února 2008 P. Mgr. Miroslav Šudoma, do července 2025 farář farnosti Boskovice.

## Seznam farností
| Farnost              | Správce                                      | Farní kostel               |
| -------------------- | -------------------------------------------- | -------------------------- |
| Bedřichov u Lysic    | administrátor excurrendo, Lysice             | sv. Mikuláše               |
| Benešov u Boskovic   | R. D. Mgr. Pavel Koutník                     | Povýšení sv. Kříže         |
| Bohuňov              | administrátor excurrendo, Křetín             | sv. Jiljí                  |
| Boskovice            | administrátor excurrendo ad interim, Křetín  | sv. Jakuba Staršího        |
| Cetkovice            | R. D. Jan Hodovský                           | sv. Filipa a Jakuba        |
| Černovice u Boskovic | administrátor excurrendo, Olešnice na Moravě | Narození sv. Jana Křtitele |
| Horní Štěpánov       | P. Josef Pejř                                | sv. Vavřince               |
| Knínice u Boskovic   | administrátor excurrendo, Boskovice          | sv. Marka                  |
| Křetín               | R. D. Mgr. Michal Polenda                    | sv. Jeronýma               |
| Kunštát na Moravě    | P. Mgr. Ing. Miloslav Čamek                  | sv. Stanislava             |
| Letovice             | R. D. Mgr. Jiří Brtník                       | sv. Prokopa                |
| Lysice               | R. D. Mgr. Michal Cvingráf                   | sv. Petra a Pavla          |
| Olešnice na Moravě   | R. D. Mgr. Tomáš Šíma                        | sv. Vavřince               |
| Protivanov           | R. D. Mgr. Pavel Sobotka                     | Narození Panny Marie       |
| Rozhraní             | administrátor excurrendo, Letovice           | Povýšení sv. Kříže         |
| Sebranice u Boskovic | administrátor excurrendo, Kunštát na Moravě  | Nanebevzetí Panny Marie    |
| Sulíkov              | administrátor excurrendo, Křetín             | sv. Máří Magdalény         |
| Svitávka             | administrátor excurrendo, Boskovice          | sv. Jana Křtitele          |
| Vísky u Letovic      | administrátor excurrendo, Cetkovice          | sv. Michaela archanděle    |
| Žďárná               | administrátor excurrendo, Benešov u Boskovic | sv. Bartoloměje            |

## Fotogalerie

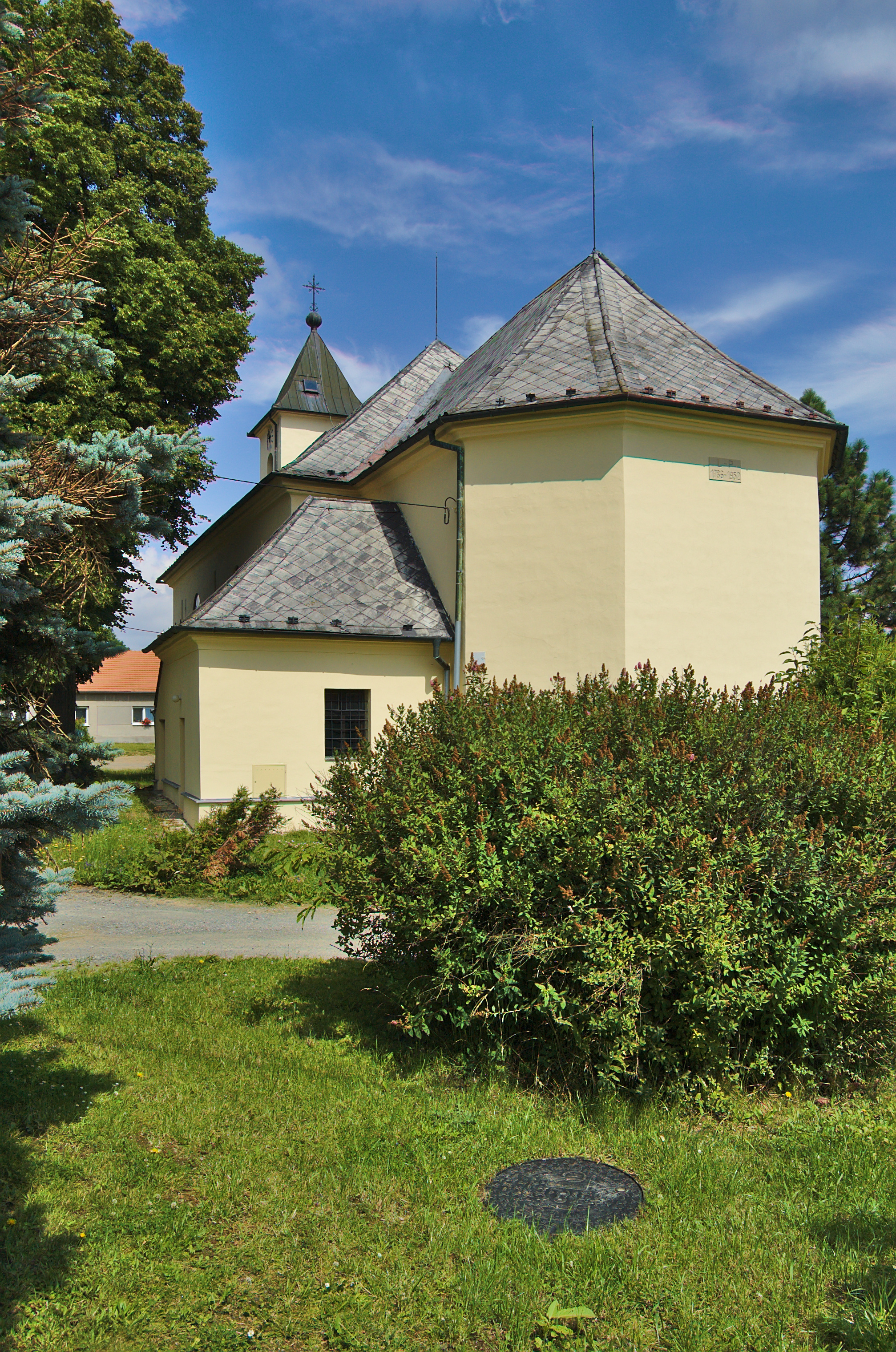
Kostel Povýšení svatého Kříže, Benešov
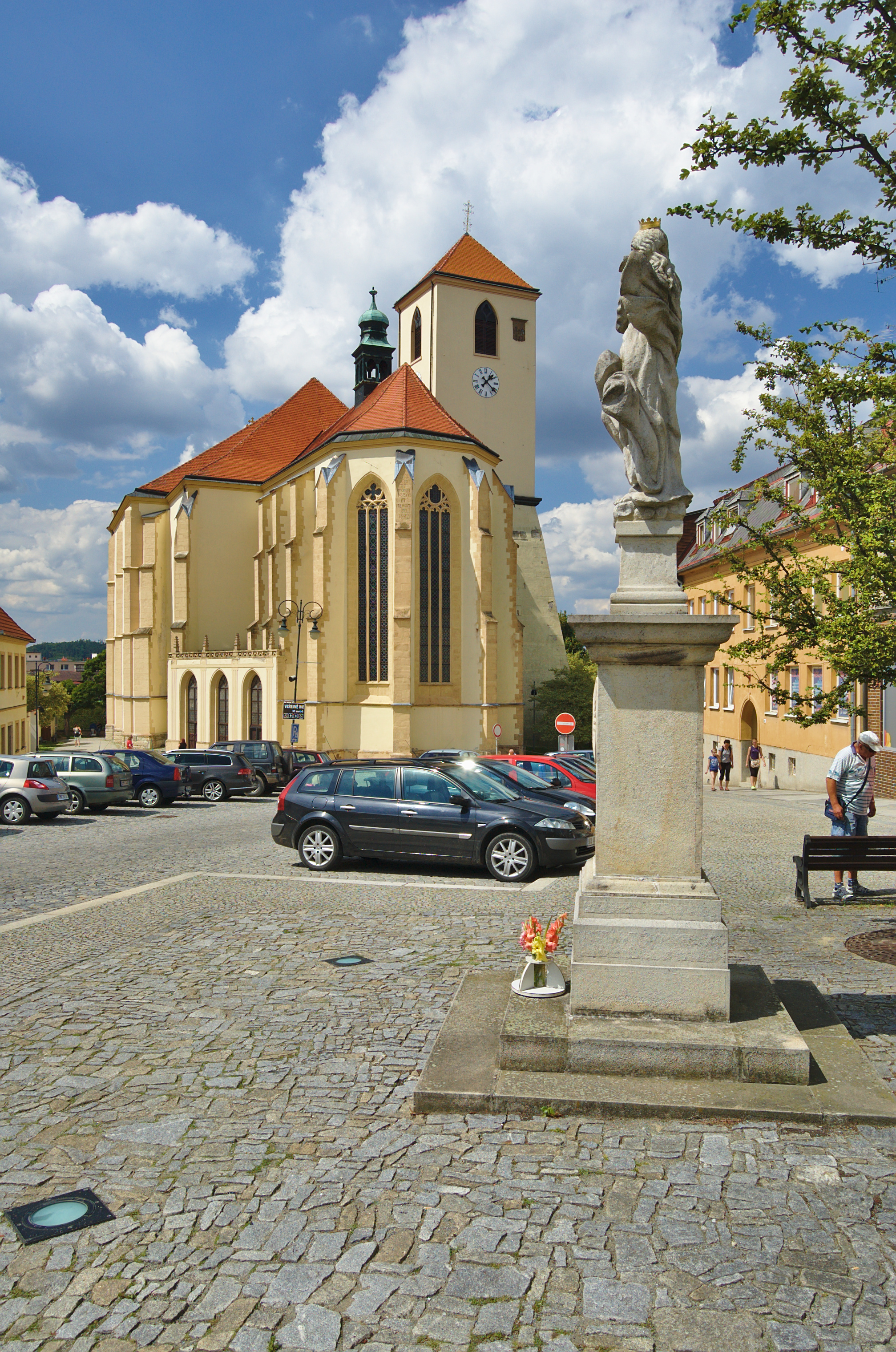
Kostel svatého Jakuba Staršího, Boskovice
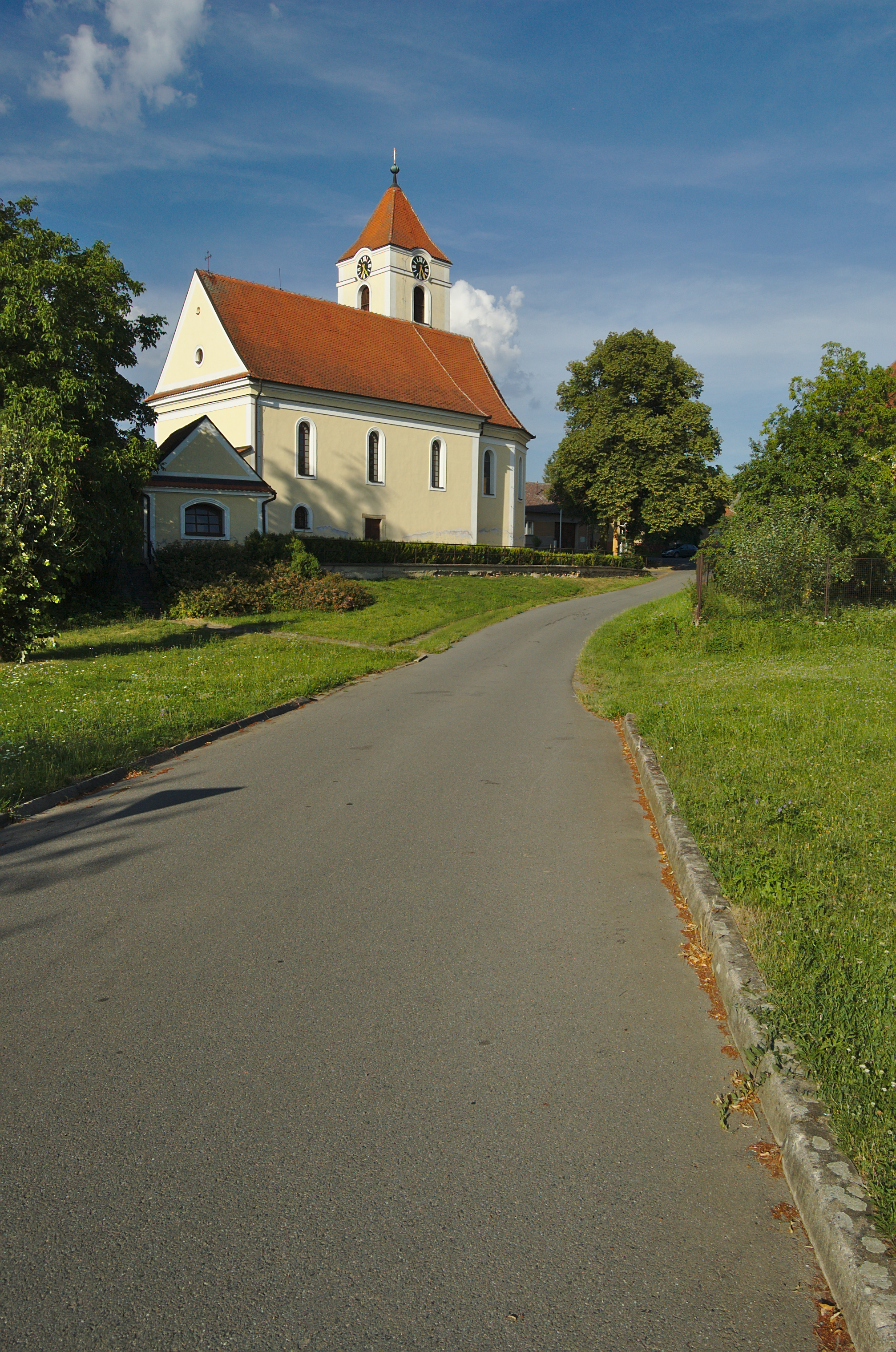
Kostel svatého Filipa a Jakuba, Cetkovice
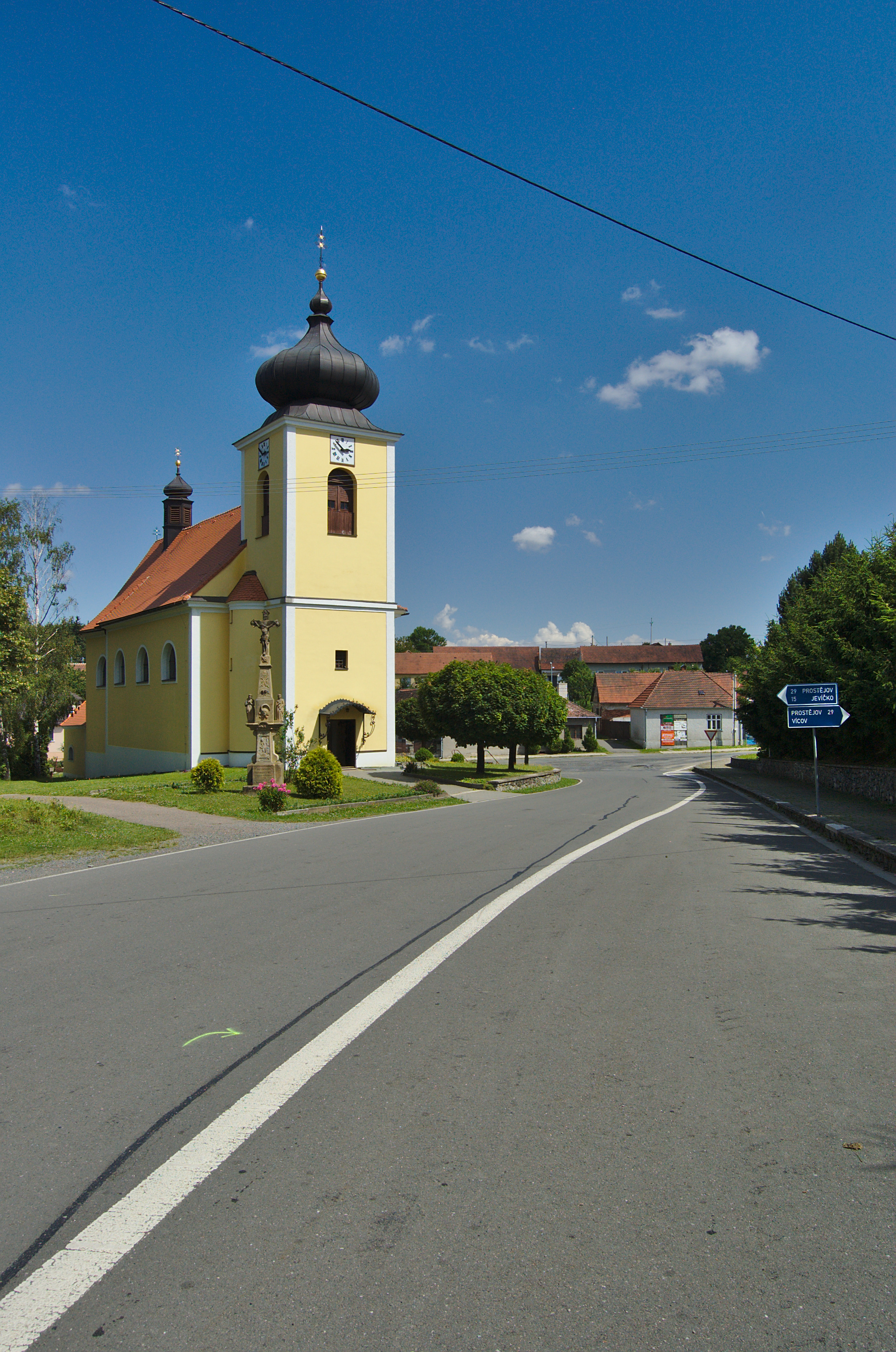
Kostel svatého Vavřince, Horní Štěpánov
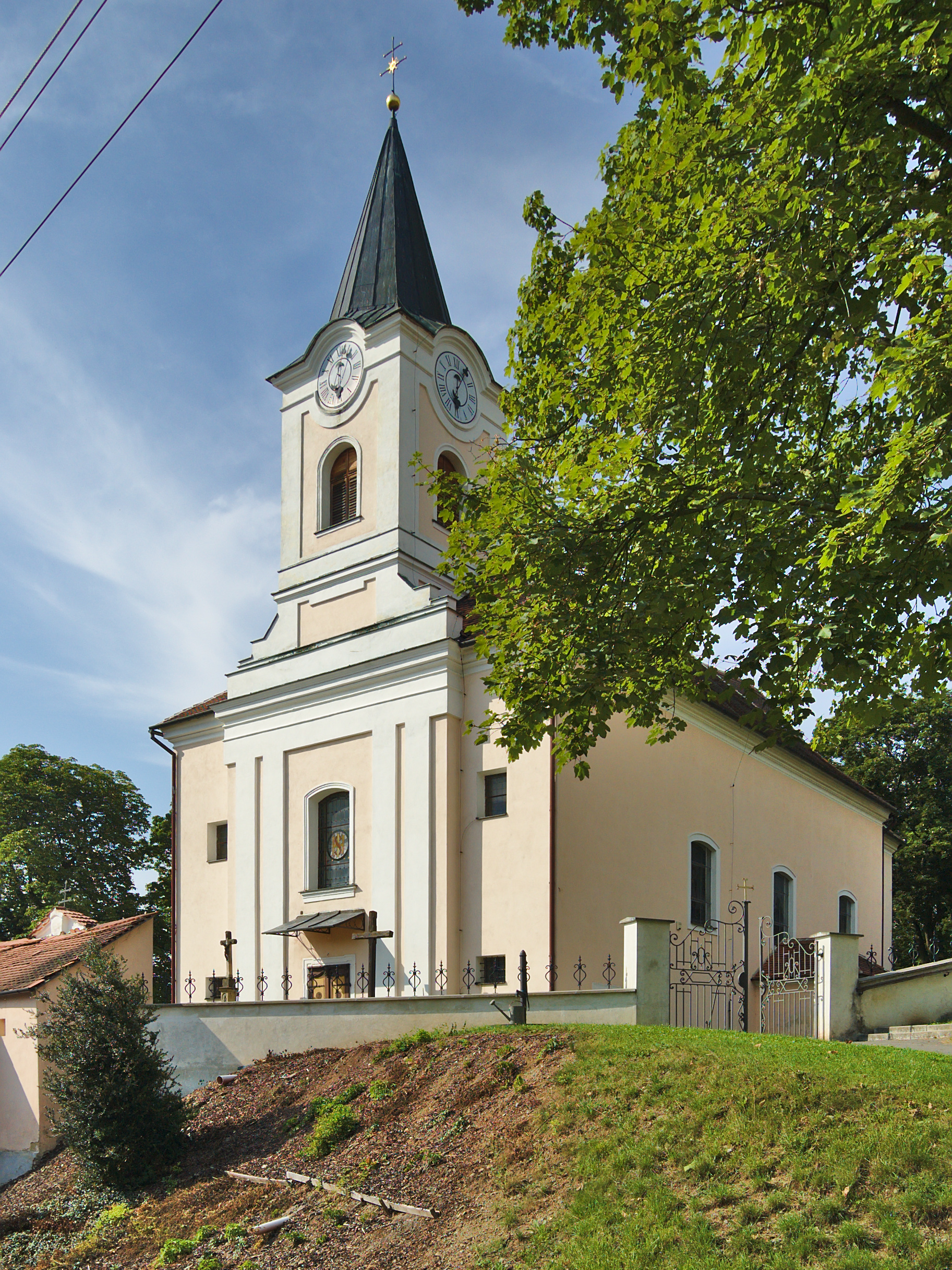
Kostel svatého Marka, Knínice u Boskovic
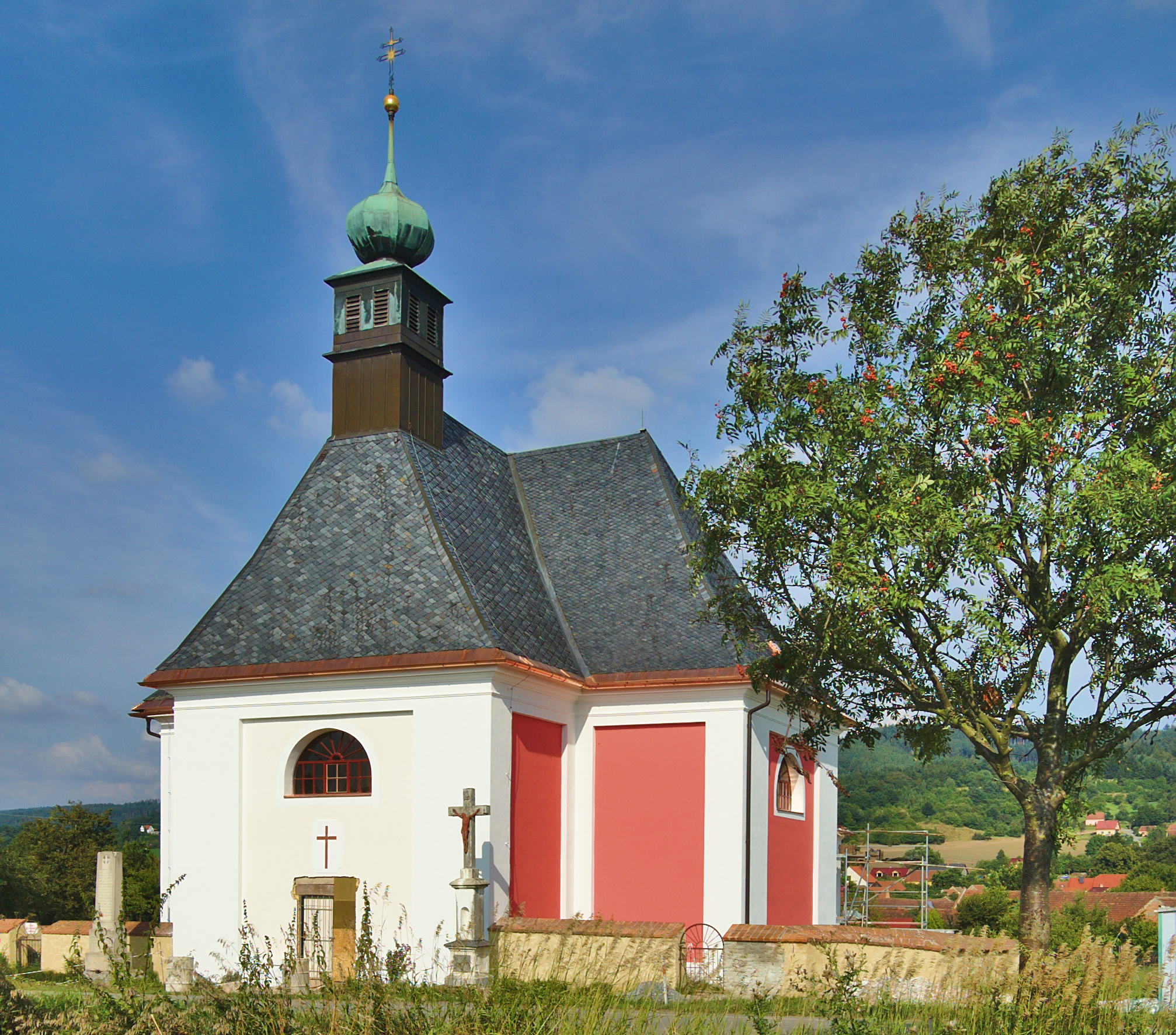
Kostel Zvěstování Panny Marie, Vážany
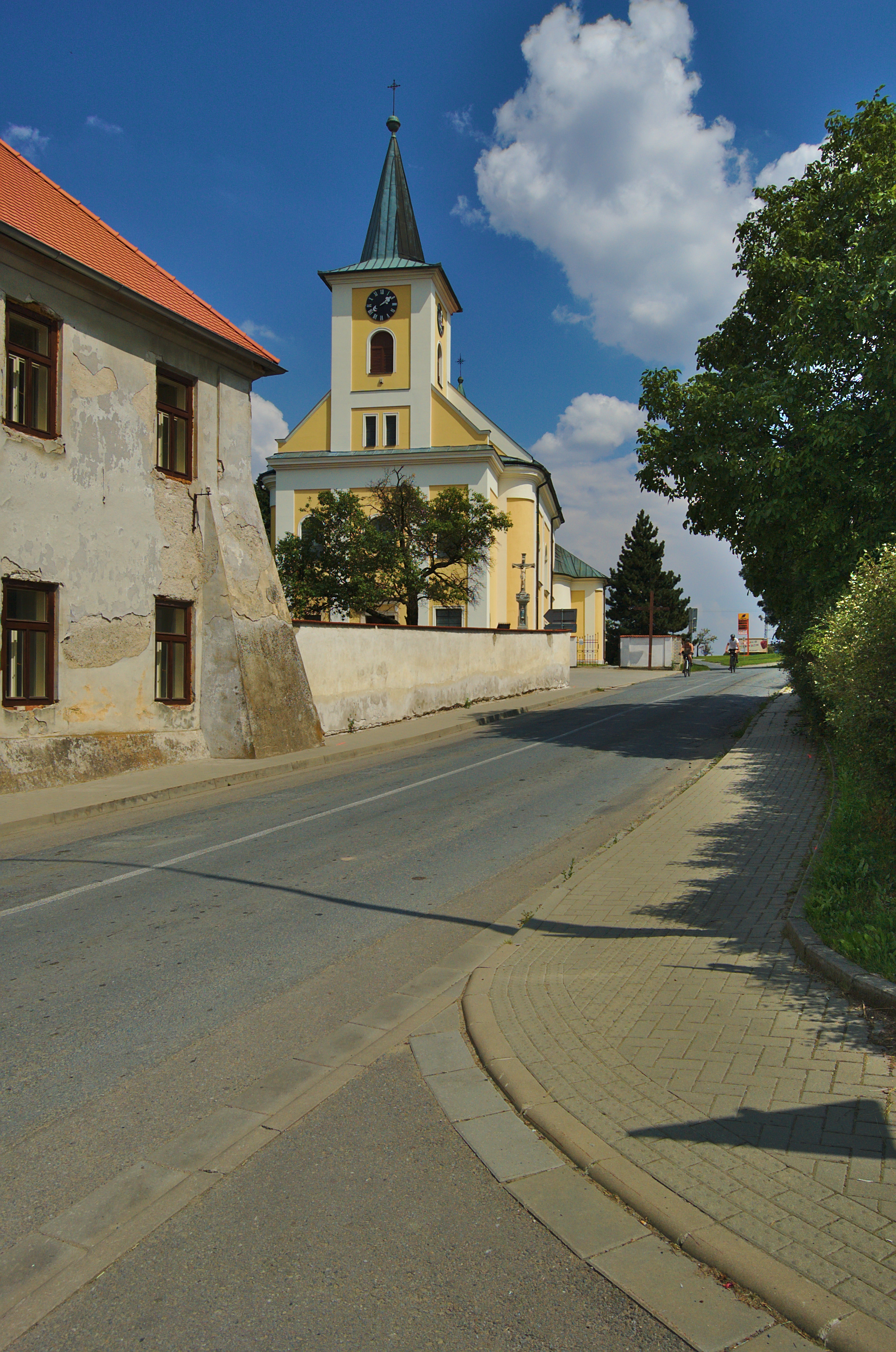
Kostel Narození Panny Marie, Protivanov
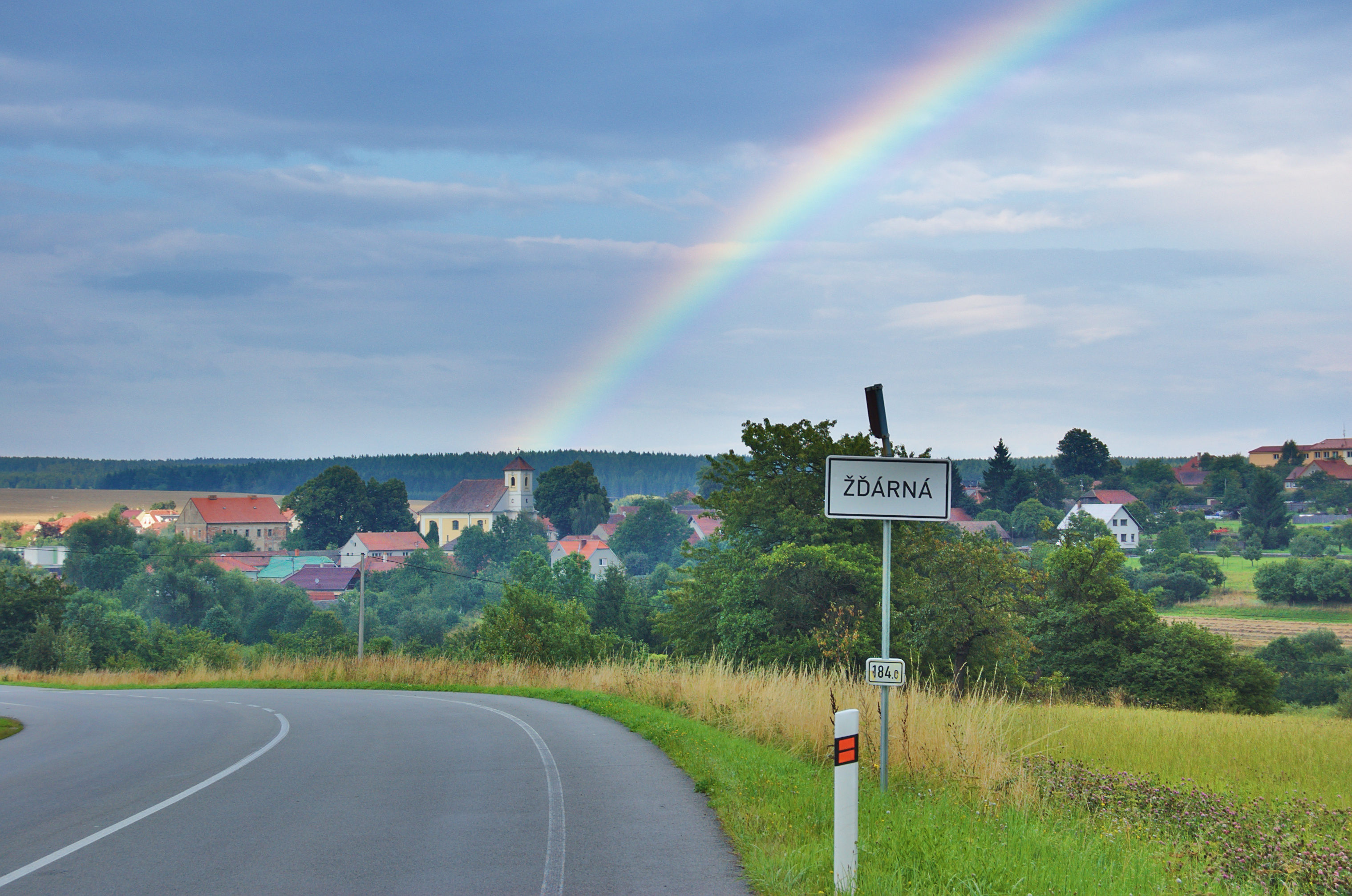
Kostel svatého Bartoloměje, Žďárná